# Lukavice (district de Rychnov nad Kněžnou)
Pour les articles homonymes, voir Lukavice.
Lukavice (en allemand : Lukawitz) est une commune du district de Rychnov nad Kněžnou, dans la région de Hradec Králové, en République tchèque. Sa population s'élevait à 627 habitants en 2022.

## Géographie
Lukavice se trouve à 4 km au nord de Rychnov nad Kněžnou, à 34 km à l'est de Hradec Králové et à 134 km à l'est de Prague.
La commune est limitée par Skuhrov nad Bělou au nord, par Liberk à l'est, par Rychnov nad Kněžnou au sud et au sud-est, et par Solnice et Kvasiny à l'ouest.

## Histoire
La première mention écrite de la localité date de 1364.

## Transports
Par la route, Javornice se trouve à 6 km de Rychnov nad Kněžnou, à 45 km de Hradec Králové et à 163 km de Prague.